# Quinn (Dakota del Sur)
Quinn es un pueblo ubicado en el condado de Pennington en el estado estadounidense de Dakota del Sur. En el Censo de 2010 tenía una población de 54 habitantes y una densidad poblacional de 17,99 personas por km².

## Geografía
Quinn se encuentra ubicado en las coordenadas 43°59′8″N 102°7′22″O / 43.98556, -102.12278. Según la Oficina del Censo de los Estados Unidos, Quinn tiene una superficie total de 3 km², de la cual 3 km² corresponden a tierra firme y (0%) 0 km² es agua.

## Demografía
Según el censo de 2010, había 54 personas residiendo en Quinn. La densidad de población era de 17,99 hab./km². De los 54 habitantes, Quinn estaba compuesto por el 85.19% blancos, el 0% eran afroamericanos, el 7.41% eran amerindios, el 1.85% eran asiáticos, el 0% eran isleños del Pacífico, el 1.85% eran de otras razas y el 3.7% pertenecían a dos o más razas. Del total de la población el 1.85% eran hispanos o latinos de cualquier raza.